# Livio Agresti

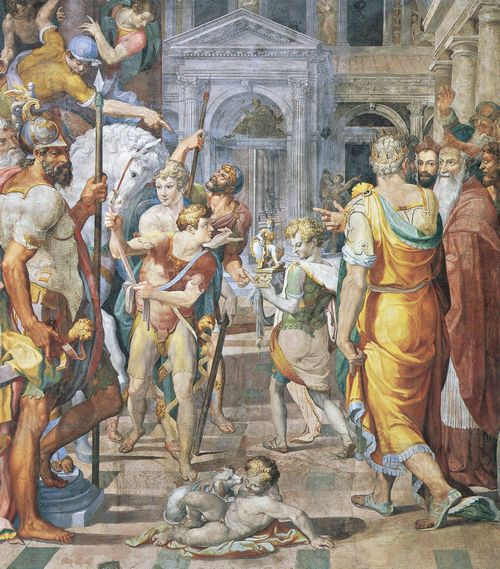
Pedro II de Aragón enfeuda su reino al papa Inocencio III, Sala Regia, Vaticano.

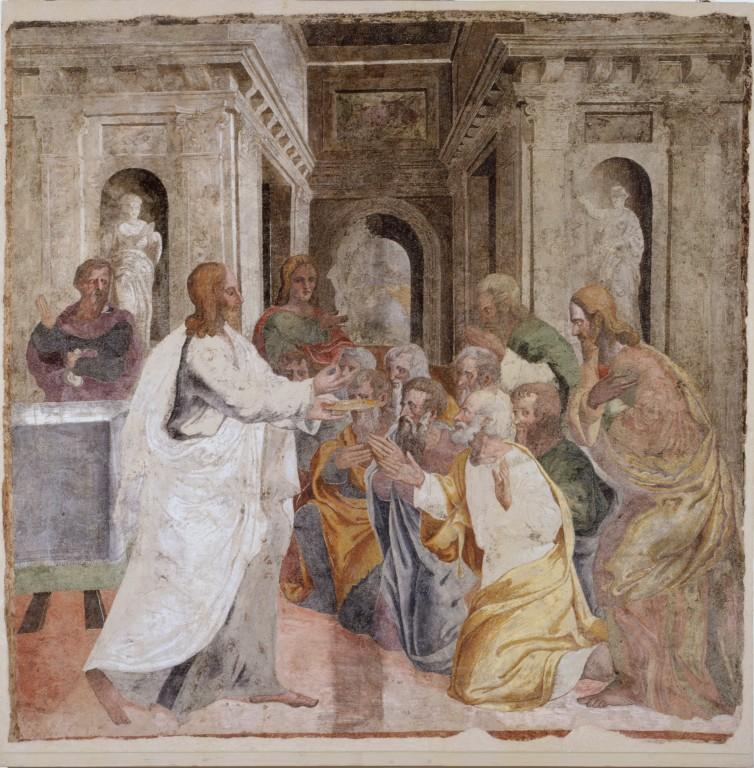
Comunión de los Apóstoles, Museo de Forli.

Livio Agresti, conocido como Ritius o Ricciutello (Forli, 1508 - Roma, 1580), fue un pintor del Renacimiento tardío, que perteneció a la corriente artística del manierismo.

## Biografía
Comenzó como discípulo de Francesco Menzocchi, realizando ya como artista independiente trabajos al fresco en el Duomo de Forli (1535). En 1542 se trasladó a Ravena, encontrándolo ya en Roma en el año 1544 trabajando en la Sala Paolina del Castillo Sant'Angelo bajo la supervisión de Perino del Vaga. Después prestaría sus servicios en Santa Maria in Cosmedin.
En 1555-1557 decoró la Capilla Gonzaga en el Santo Spirito de Sassi con escenas bíblicas. En 1574 volvería a trabajar en dicha iglesia en la Capilla de la Trinidad con más escenas del Nuevo Testamento.
Entre 1557 y 1560 trabajó en provincias, sobre todo en la Umbría, para diversas iglesias de la región. En 1561 regresaría a Roma para realizar los frescos de la Sala Regia del Vaticano. Entre 1564 y 1565 Agresti viajó a Alemania en el séquito del Cardenal de Augsburgo. A finales de este mismo año, se pondría a las órdenes de Giorgio Vasari en los trabajos del Palazzo Vecchio de Florencia.
En sus últimos años volvió a Roma para pintar el Oratorio del Gongalone (1571) y otra vez la iglesia del Santo Spirito in Sassia (1574). Sin embargo, no pudo concluir este último proyecto, pues cayó gravemente enfermo. Aunque vivió algunos años más, ya no volvió a trabajar.
En 1534 ingresó en la romana Accademia di San Luca y posteriormente en la Accademia del Disegno de Florencia.

## Valoración
Aunque Vasari lo calificó como amigo y colaborador, su estilo tiene muy poco en común con el del pintor aretino. Educado en un estilo provinciano, supo absorber las nuevas tendencias manieristas que se imponían en Italia. A través de Perino se impregnó del clasicismo romano que derivaba de Rafael. Sin embargo, fue un artista más bien acomodaticio, que se adaptó a las exigencias del cliente de turno, sin poner demasiada originalidad en su trabajo. Fue un buen ejecutante, bien dotado como diseñador, pero con demasiada frecuencia se limitó a aplicar las fórmulas aprendidas de sus maestros. En su tiempo fue un artista muy solicitado, que consiguió gran cantidad de encargos gracias a su rapidez de ejecución y su pulcra eficacia. Sin embargo, la crítica posterior le ha relegado a un segundo plano en el panorama artístico de su tiempo.

## Obras destacadas
- Frescos de la Capilla del Sacramento (1535, Duomo de Forli, ahora en la Pinacoteca de Forli)
  - Eucaristía
  - Profetas
- Frescos de Santa Maria dei Servi (1539, Forli)
- Frescos del Santo Spirito (1542, Ravena)
- Frescos de la Sala Paulina (1544, Castillo Sant'Angelo, Roma)
  - Caridad
  - Abundancia
  - Martirio de San Pedro y San Pablo
- Frescos de la Capilla Gonzaga (1555-57, Santo Spirito in Sassia, Roma)
  - Natividad (1555-57)
  - Pietà (1555-57)
  - Resurrección (1555-57)
- Crucifixión con las santas Firmina y Olimpíade (1557-60, Amelia)
- Anunciación (1557-60, Museo Civico, Narni)
- Entrega de las llaves (1557-60, Duomo de Narni)
- Frescos de la Sala Regia (1561, San Pedro del Vaticano, Roma)
  - Pedro II de Aragón enfeuda su reino al papa Inocencio III
- Frescos de la Villa d'Este (1568, Tivoli)
- Degollación del Bautista (1571, Oratorio della Misericordia, Amelia)
- Frescos del Oratorio del Gonfalone (1571, Roma)
  - Pasión de Cristo
- Frescos de la Capilla de la Trinidad (1574, Santo Spirito in Sassia, Roma)
  - Jesús sana al cojo
  - Jesús devuelve la vista al ciego